# 台山列島海戰
台山列島海戰為1955年2月18日中華民國海軍於台山列島附近海域与中國人民解放軍爆發的一場海戰。
解放军进驻大陈岛后，同时也派出第一批部隊進駐台山列岛，部隊是步兵103師307團2營的四、五、六連、機炮連、戰防炮連。解放军决定在台山列岛部署高射炮以伏击国军战机。2月17日，解放军派出溫州巡邏大隊第2分隊的4艘53甲型炮艇炮艇護航8艘戰車登陸艇送第二批駐軍到台山列島，當天國軍空軍偵察到台山列島海域有解放军艦艇活動，台山島上也在構築工事。2月18日清晨國軍太湖、太倉艦二艦阻拦，與解放军炮艇、戰車登陸艇展開激戰；隨後國軍太康、太昭二艦亦奉命自烏坵方面高速趕到，加入戰鬥。双方爆发海战，解放军海军由于火力與速度都居於劣勢，受創後四散向台山列島離去。參戰的解放军該營於同年改編為公安軍邊防部隊3601部隊二營。
台山列島的位置可以阻擊大陳列島與台灣之間的交通。這場海戰保障了國軍「飛龍」計劃的安全，國軍順利將南麂島上4,500名軍民撤離到基隆。